# Adolfo Feragutti Visconti
Alphonso Adolfo Feragutti Visconti, né le 25 mars 1850 à Pura et mort le 10 mars 1924 à Milan, est un peintre italo-suisse naturalisé français.

## Biographie
Adolfo Feragutti Visconti naît le 25 mars 1850 à Pura.
Il étudie à l'Académie des beaux-arts de Brera à Milan avec Giuseppe Bertini et de Bartolomeo Giuliano. À Paris, il étudie notamment avec Vollon et Lavastre.
Il expose dès 1869 à Paris au Grand Palais, avec le tableau Un étang, Toscane. Il connait un premier succès en 1881 avec le tableau Jus primae noctis et obtient en 1891 le prix Prince Humbert pour Ritratto di signora. Il expose notamment son œuvre Esquisse du Salon de 1886 lors du Salon des artistes français de 1889. En 1910 et en 1911, il expose aussi lors des Salons des artistes français au Grand Palais la peinture Souviens toi de maman et le pastel Fille de la mer.

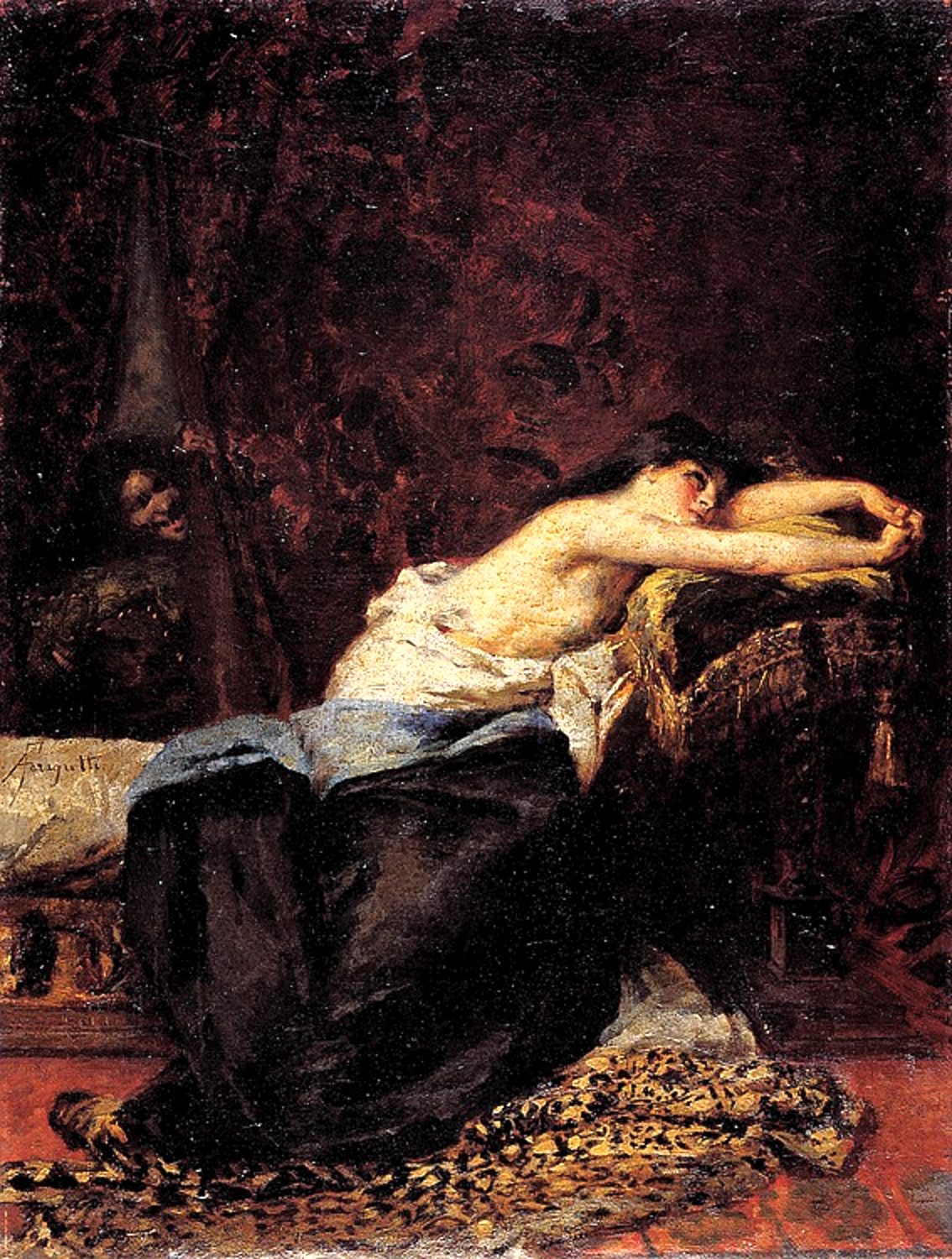
Jus primae noctis, 1888, peinture sur toile, Adolfo Feragutti Visconti,, Bellinzone, Suisse.

Il meurt le 10 mars 1924 à Milan.

## Œuvres

### France
- Composition avec fleur (collection de l'UNESCO)[7].

### Italie
- Critoforo Colombo (palais Crespi à Milan)[1].
- Maddalena (Galerie d'art moderne, Milan).
- Maghe persiane (musée Caccia à Lugano)[1].

### Suisse
- Jus primae noctis (Museo Villa dei Cedri (it)).